# Katarina Ros
Inger Katarina Olofsdotter Ros Nyström, ogift Nyström, född 1 maj 1960 i Essinge församling i Stockholm, är en svensk konsthistoriker och barnboksförfattare.
Katarina Ros är konsthistoriker och har som författare mestadels gett ut ungdomsromaner. Hon debuterade dock med vuxenromanen Utsikt över gården (1995).
Ros är dotter till advokaten Olof Nyström och justitierådet Inger Nyström. Hon var 1988–1992 gift med Lars-Åke Ros (född 1954), med vilken hon fick en dotter (född 1989). Tillsammans med artisten Pontus Platin (född 1954) fick hon senare sin andra dotter (född 1995).